# Растов (Октябрьский район)
Растов (бел. Ра́стаў) — деревня в Октябрьском районе Гомельской области Беларуси. В составе Поречского сельсовета.
На юге и западе граничит с лесом.

## География

### Расположение
В 20 км на запад от Октябрьского, 13 км от железнодорожной станции Рабкор (на ветке Бобруйск — Рабкор от линии Осиповичи — Жлобин), 223 км от Гомеля.

## Гидрография
Через деревню проходит мелиоративный канал, соединенный с рекой Птичь.

## Транспортная сеть
Транспортные связи по просёлочной, затем автомобильной дороге Октябрьский — Глуск. Планировка состоит из 3 коротких прямолинейных улиц, ориентированных с юго-востока на северо-запад и соединенных прямолинейной улицей, близкой к меридиональной ориентации.

## История
По письменным источникам известна с XIX века как деревня в Рудобельской волости Бобруйского уезда Минской губернии. Согласно переписи 1897 года деревня Растов (она же Адальфин). В 1931 году организован колхоз «Красный воин».
Во время Великой Отечественной войны в апреле 1942 года немецкие оккупанты сожгли 9 дворов и убили 47 жителей. В могиле жертв фашизма, находящейся в центре деревни, похоронены расстрелянные карателями 4 партизанские семьи (14 жителей). 25 жителей погибли на фронте.
В 1966 году к деревне присоединён соседний посёлок Богданов. В составе совхоза «Поречье» (центр — деревня Поречье). Работал магазин.

## Население

### Численность
- 2004 год — 41 хозяйство, 82 жителя.

### Динамика
- 1897 год — 11 дворов, 73 жителя (согласно переписи).
- 1940 год — 33 двора, 166 жителей.
- 1959 год — 106 жителей (согласно переписи).
- 2004 год — 41 хозяйство, 82 жителя.

## Достопримечательность
- Обелиск на месте захоронения мирных граждан, уничтоженных фашистами (номер воинского захоронения 8266)[2].

## Известные уроженцы
- Дробов, Леонид Никанорович — белорусский художник, лауреат Государственной премии Беларуси, доктор искусствоведения, профессор, ветеран Великой Отечественной войны, почётный гражданин городского посёлка Октябрьский (1996).